# Tsimafana
Tsimafana is een plaats en gemeente in Madagaskar gelegen in het district Belo sur Tsiribihina van de regio Menabe. Er woonden bij de volkstelling in 2001 ongeveer 9000 mensen.
In de plaats is basisonderwijs beschikbaar en voortgezet onderwijs voor jonge kinderen. 60% van de bevolking is landbouwer en 30% houdt zich bezig met veeteelt. Het belangrijkste gewas is kikkererwten, maar er wordt ook zoete aardappelen en rijst verbouwd. 5% van de bevolking is werkzaam in de dienstensector en 5% van de bevolking voorziet in levensonderhoud via visserij.